# Struga Gnieźnieńska

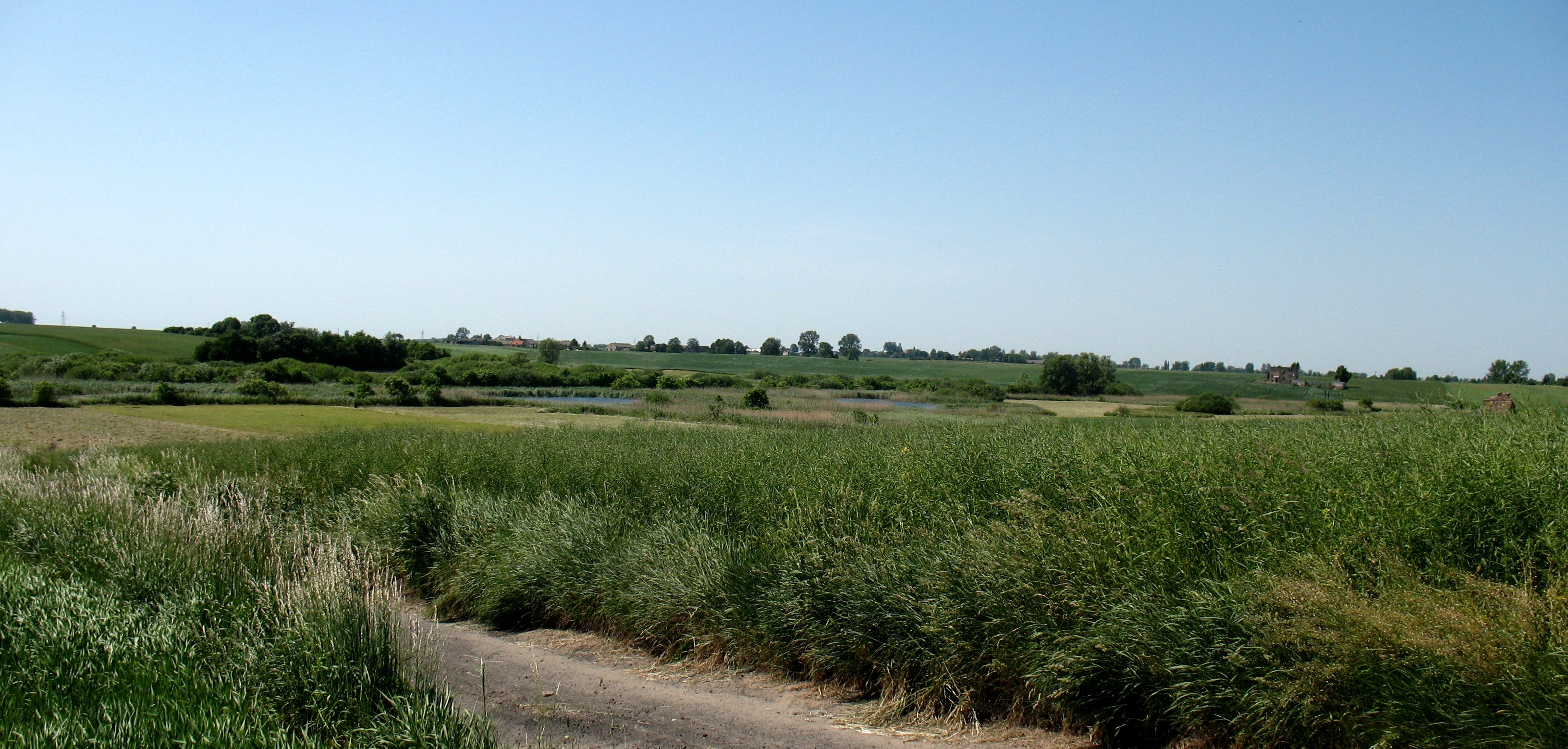
rozlewisko między Pyszczynkiem a Krzyszczewem

Struga Gnieźnieńska (zwana też „Wełnianką”, dawniej Srawa) – ciek wodny o długości ok. 18,1 km, na terenie miasta Gniezna ok. 8 km.
Początek swój bierze w Gnieźnie, w okolicach Jeziora Zacisze, w dzielnicy Pustachowa, częściowo kanałami dopływa do jezior: Jelonek i Świętokrzyskiego. Przepływając przez wybudowany w 1905 roku Zakład Oczyszczania Ścieków, Struga stała się jego elementem. Tuż za zakładem wypływa na powierzchnię, płynąc w polodowcowej rynnie dopływa do jeziora Pyszczynek, dalej, już rozległą równiną, omijając od południa wsie Krzyszczewo i Modliszewo, terenem leśnym w okolicach leśniczówki Brody wpada do rzeki Wełny.
Po modernizacji zakładu oczyszczania, w latach 80. i 90. XX w. woda Strugi Gnieźnieńskiej jest wolna od wszelkich zanieczyszczeń.